# Charlotte Despard
Charlotte Despard, née French (15 juin 1844 – 10 novembre 1939), est une écrivaine britannique, suffragette, membre du Sinn Féin et militante anti-vivisection.

## Enfance
Charlotte naît dans le village de Ripple, à Kent, elle est la fille du commandant français de la Royal Navy  John Tracy William (mort en 1854) et Margarett, née à Eccles (morte en 1867 souffrant d’aliénation mentale). Son père est originaire de Frenchpark, un village du Comté de Roscommon en Irlande, où elle a passé beaucoup de temps. Son frère John French est devenu un important commandant militaire lors de la Première Guerre mondiale ainsi qu'un Lord lieutenant d'Irlande, ce qui les mettra plus tard dans leurs vies, en opposition politique.
Elle regrette son éducation lacunaire, bien qu'elle ait suivi les cours d'une école secondaire privée, à Londres. En 1870, elle se marie avec l'homme d'affaires Maximilian Carden Despard. Le couple n'a pas d'enfant et voyage en Méditerranée, en Inde et en Amérique. Elle écrit des romans, notamment Chaste as Ice, Pure as Snow. Son mari meurt en 1890.

## Activités sociales
Après la mort de son mari quand elle avait 46 ans, Charlotte Despard fut encouragée par ses amis à travailler pour la charité. Elle fut choquée et radicalisée par le niveau de pauvreté à Londres, elle dévoua tout son temps et son argent à aider les gens modestes de Battersea. Elle se convertit au catholicisme. Elle fut élue Poor Law Guardian] pour la Poor Law Union de Lambeth.

## Politique
Elle se lie avec Eleanor Marx et est déléguée pour l'association Internationale ouvrière. Elle mena une campagne contre la seconde guerre des Boers, qu'elle dénonçait comme une « mauvaise guerre de ce gouvernement capitaliste » et elle voyage le Royaume-Uni pour dénoncer l'usage de la conscription lors de la Première Guerre mondiale. Elle constitua une organisation pacifiste appelée Women's peace crusade pour s'opposer à toute forme de guerre.
Charlotte Despard était une ardente supportrice de la Social Democratic Federation et du Parti travailliste indépendant. En 1906, elle rejoint le  National Union of Women's Suffrage Societies (NUWSS) et se fait emprisonner deux fois à la prison de Holloway. Elle devient frustrée à cause des lacunes de progression de l'association, ce qui l’entraînera à rejoindre la Women's Social and Political Union, un parti plus radicalisé.
Finalement, elle deviendra l'une des trois femmes qui formèrent la Women's Freedom League (WFL) après les désagréments qu'a causés la voie autocratique dans laquelle était engagée la Women's Social and Political Union. Elle est rejointe par Teresa Billington-Greig et Edith How-Martyn. Sous l'influence de son amie Dora Montefiore et de Mohandas Gandhi, qu'elle rencontre en 1909, elle donne à la Women's Freedom League une orientation résolument non violente. Elle fut clairement identifiée avec des nouvelles stratégies de résistance passive qui incluaient des femmes enchaînées aux portes de la galerie des femmes dans le palais de Westminster; et aussi une campagne intitulée Pas de taxation sans représentation durant laquelle ses meubles de maison furent saisis plusieurs fois en guise d'amendes.
À la différence d'autres suffragettes, Charlotte refusait de devenir recruteuse et faire grossir les rangs de l'armée britannique pendant la Première Guerre mondiale, elle prit une position différente de celle de sa famille — son frère, le général John French était chef du personnel de l'armée britannique et commandant du groupe d'expédition britannique envoyé en Europe en août 1914, et leur sœur Catherine Harley servait dans l’hôpital de femmes écossaises en France.
Charlotte était une membre active du parti travailliste de Battersea durant le début du XXe siècle. Elle fut sélectionnée comme candidate pour le parti des travailleurs dans le nord de Battersea et elle obtient 33 % des suffrages aux élections générales britanniques de 1918.
Elle resta très active politiquement après ses 90 ans et participe à plusieurs rassemblement anti-fascistes durant les années 1930.

## Irlande
Charlotte passa beaucoup de temps à Frenchpark, Comté de Roscommon où son père est né. En 1908, elle se joint à  Hanna Sheehy-Skeffington, Margaret Cousins et d'autres féministes pour former la ligue franchisée des femmes irlandaise. Elle encouragea les membres à boycotter le « 1911 Census » et à garder les taxes afin de créer un soutien financier pour les travailleurs pendant le conflit des classes ouvrières de Dublin. En 1909, elle rencontra Mohandas Karamchand Gandhi et fut influencée par sa théorie de la résistance passive.
Charlotte s'installe à Dublin après la Première Guerre mondiale, et son soutien au mouvement républicain irlandais et provoque des conflits avec son frère, John French qui prête serment comme Lord lieutenant en 1918.
Durant la guerre d'indépendance irlandaise, rassemblée avec Maud Gonne et d'autres, elle forma la ligue de défense des femmes prisonnières pour soutenir les prisonniers républicains. Comme membre du Cumann na mBan, un mouvement paramilitaire féminin, elle s'oppose au Traité anglo-irlandais et fut emprisonnée par le gouvernement d'État libre d'Irlande pendant la guerre civile irlandaise.[réf. nécessaire]
En 1930, elle visite l'Union soviétique. Impressionnée par ce qu'elle y vit, elle rejoint le Parti communiste de Grande-Bretagne et devient secrétaire de l'organisation des amis de l'Union soviétique. En 1933, sa maison à Dublin fut incendiée par une foule anti-communiste.
Elle meurt, âgée de 95 ans, après être tombée dans sa nouvelle maison de Neadna-Gaoithe, à Whitehead, dans le comté d'Antrim le 10 novembre 1939. Elle est enterrée avec les honneurs républicains au Glasnevin Cemetery de Dublin.

## Postérité
Deux rues londoniennes portent son nom, à Battersea SW11, et à Archway, Islington.

## Publications
- Chaste as Ice, Pure as Snow. Vol. I; Vol. II; Vol. III (Philadelphia: Porter and Coates, 1874)
- Jonas Sylvester (London: Sonnenschein and Co., 1886)
- The Rajah's Heir. A Novel. Vol. I; Vol. II (London: Smith, Elder & Co., 1890)
- A Voice from the Dim Millions; Being the True History of a Working Woman (1891)
- Economic Aspects of Woman's Suffrage (London: King, 1908)
- Theosophy and the Women's Movement (London: Theosophical Society, 1913)
- In the Light of the Red Dawn (1935)